# هایوسواپ
هایوسواپ (به انگلیسی: Hiveswap) یک بازی ماجراجویی قسمتی می‌باشد که توسط وات پامپکین گیمز توسعه یافته و اندرو هاسی و کوهن ادنفیلد بر آن نظارت دارند. این داستان در دنیای وب‌کمیک ام‌اس پینت ادونچرز از هاسی به‌نام هوم‌استاک قرار دارد و و حل محور دختری به‌اسم جویی کلر می‌چرخد که به‌طور اتفاقی به سیاره آلترنیا منتقل می‌شود؛ جایی که خانهٔ گونهٔ ترول‌ها می‌باشد که در هوم‌استاک مشاهده می‌شوند.